# Лантратов, Валерий Васильевич
Вале́рий Васи́льевич Лантра́тов (род. 1958) — советский и российский артист балета. Заслуженный артист РСФСР (1986),  Народный артист России (1997). Отец танцовщика Владислава Лантратова.

## Биография
Окончил Московское академическое хореографическое училище в 1976 году, после чего был принят в балетную труппу Музыкального театра имени К. С. Станиславского и Вл. И. Немировича-Данченко. В 1993 году начал сотрудничать с театром «Кремлёвский балет».
Исполнял центральные партии в балетах А. В. Чичинадзе, К. М. Сергеева, Д. А. Брянцева, В. В. Васильева, Б. Я. Эйфмана, А. Б. Петрова. Танец артиста был техничен, его отличала экспрессия, присущая классической московской балетной традиции. Высокую оценку его творчеству в разное время давали рецензенты центральной советской и российской прессы в газетах «Советская культура», «Правда», «Известия», «Театральная жизнь», а также зарубежные журналисты. Отзывы о его выступлениях публиковали такие профессиональные издания, как Dance Magazine и «Советский балет».
Выступал с гастролями в США, Японии, Германии, Италии, Испании, Австрии, Франции, Швейцарии, Бельгии, Греции, Марокко, Сирии, Иордании, Индии, Катаре, Ливане, Мексике, на Кипре и в других странах.
В 1993 году совместно с С. Вальковым организовывал фонд «Российский национальный балет», с 2005 года является его генеральным директором.

## Репертуар
Московский музыкальный театр
- Базиль, «Дон Кихот»
- Принц, «Золушка»
- Разин, «Степан Разин»
- дофин Карл, «Легенда о Жанне д Арк»
- Франц, «Коппелия»
- Принц, «Щелкунчик»
- Бирбанто, «Корсар»
- Армен, «Гаянэ»
- Пичем, «Бумеранг»
- Иванушка, «Конёк-горбунок»
- Вожак, «Оптимистическая трагедия»
- Фигаро, «Браво Фигаро!»
- Тибальд, «Ромео и Джульетта»

Кремлёвский балет
- Наполеон, «Наполеон Бонапарт» в постановке А. Петрова
- Руслан, «Руслан и Людмила» М. И. Глинки в постановке А. Петрова
- Базиль, «Дон Кихот» Л. Минкуса в постановке В. В. Васильева
- Тибальд, «Ромео и Джульетта» С. С. Прокофьева в постановке Ю. Н. Григоровича
- Коппелиус, «Коппелия» Л. Делиба в постановке А. Петрова

## Награды и звания
- 1986 — Заслуженный артист РСФСР
- 1997 — Народный артист Российской Федерации